# Pteris
Pteris és un gènere de falgueres de la família de les pteridàcies que compta amb unes 280 espècies. Es distribueix en zones tropicals i subtropicals.
Moltes espècies tenen fulles amb segments linears, i algunes amb divisió subpalmada.

## Usos
Algunes espècies són conreades com plantes d'interior o de jardineria fins i tot com a descontaminants. Pteris vittata té la capacitat d'absorbir i acumular grans quantitats d'arsènic del sòl i, per tant, és possible usar-la per descontaminar terrenys (bioremediació).

## Espècies
Als Països Catalans són autòctones només les espècies:
- Pteris cretica
- Pteris vittata

Algunes espècies
- Pteris aberrans Alderw.
- Pteris abyssinica Hieron.
- Pteris actiniopteroides Christ
- Pteris adscensionis Sw.
- Pteris albersii Hieron.
- Pteris albertiae Arbelaez
- Pteris altissima Poir.
- Pteris amoena Bl.
- Pteris angustata (Fée) C. Morton
- Pteris angustipinna Tagawa
- Pteris angustipinnula Ching & S.H.Wu
- Pteris appendiculifera Alderw.
- Pteris arborea L.
- Pteris argyraea Moore
- Pteris aspericaulis Wall. ex Hieron.
- Pteris asperula J. Sm. ex Hieron.
- Pteris atrovirens Willd.
- Pteris auquieri Pichi-Serm.
- Pteris austrosinica (Ching) Ching
- Pteris bahamensis (Agardh) Fée
- Pteris bakeri C. Chr.
- Pteris baksaensis Ching
- Pteris balansae Fourn.
- Pteris bambusoides Gepp
- Pteris barbigera Ching
- Pteris barombiensis Hieron.
- Pteris bavazzanoi Pichi-Serm.
- Pteris beecheyana Ag.
- Pteris bella Tagawa
- Pteris berteroana Ag.
- Pteris biaurita L.
- Pteris biformis Splitg.
- Pteris blanchetiana Presl ex Ettingsh.
- Pteris blumeana Agardh
- Pteris boninensis H. Ohba
- Pteris brassii C. Chr.
- Pteris brevis Copel.
- Pteris brooksiana Alderw.
- Pteris buchananii Bak. ap. Sim.
- Pteris buchtienii Rosenst.
- Pteris burtonii Bak.
- Pteris cadieri Christ
- Pteris caesia Copel.
- Pteris caiyangheensis L.L. Deng
- Pteris calcarea Kurata
- Pteris calocarpa (Copel.) M. Price
- Pteris catoptera Kze.
- Pteris chiapensis A. R. Sm.
- Pteris chilensis Desv.
- Pteris christensenii Kjellberg
- Pteris chrysodioides (Fée) Hook.
- Pteris ciliaris Eat.
- Pteris clemensiae Copel.
- Pteris comans Forst.
- Pteris commutata Kuhn
- Pteris concinna Hew.
- Pteris confertinervia Ching
- Pteris confusa T. G. Walker
- Pteris congesta Prado
- Pteris consanguinea Mett. ex Kuhn
- Pteris coriacea Desv.
- Pteris crassiuscula Ching & Wang
- Pteris cretica L.
- Pteris croesus Bory
- Pteris cryptogrammoides Ching
- Pteris cumingii Hieron.
- Pteris dactylina Hook.
- Pteris daguensis (Hieron.) Lellinger
- Pteris dalhousiae Hook.
- Pteris dataensis Copel.
- Pteris dayakorum Bonap.
- Pteris decrescens Christ
- Pteris decurrens Presl
- Pteris deflexa Link
- Pteris deltea Ag.
- Pteris deltodon Bak.
- Pteris deltoidea Copel.
- Pteris dentata Forsskal
- Pteris denticulata Sw.
- Pteris dispar Kze.
- Pteris dissimilis (Fee) Chr.
- Pteris dissitifolia Bak.
- Pteris distans J. Sm.
- Pteris droogmaniana L. Linden
- Pteris edanyoi Copel.
- Pteris ekmanii C. Chr.
- Pteris elmeri Christ ex Copel.
- Pteris elongatiloba Bonap.
- Pteris endoneura M. Price
- Pteris ensiformis Burm.
- Pteris esquirolii Christ
- Pteris excelsa Gaud.
- Pteris famatinensis Sota
- Pteris fauriei Hieron.
- Pteris finotii Christ
- Pteris flava Goldm.
- Pteris formosana Bak.
- Pteris fraseri Mett. ex Kuhn
- Pteris friesii Hieron.
- Pteris gallinopes Ching
- Pteris geminata Wall.
- Pteris gigantea Willd.
- Pteris glaucovirens Goldm.
- Pteris goeldii Christ
- Pteris gongalensis T. G. Walker
- Pteris grandifolia L.
- Pteris grevilleana Wall. ex Agardh
- Pteris griffithii Hook.
- Pteris griseoviridis C. Chr.
- Pteris guangdongensis Ching
- Pteris guizhouensis Ching
- Pteris haenkeana Presl
- Pteris hamulosa Christ
- Pteris hartiana Jenm.
- Pteris heteroclita Desv.
- Pteris heteromorpha Fée
- Pteris heterophlebia Kze.
- Pteris hillebrandii Copel.
- Pteris hirsutissima Ching
- Pteris hirtula (C. Chr.) C. Morton
- Pteris hispaniolica Maxon
- Pteris holttumii C. Chr.
- Pteris hondurensis Jenm.
- Pteris hookeriana Ag.
- Pteris hossei Hieron.
- Pteris hostmanniana Ettingsh.
- Pteris hui Ching
- Pteris humbertii C. Chr.
- Pteris hunanensis C.M.Zhang
- Pteris inaequalis (Fée) Jenm.
- Pteris incompleta Cav.
- Pteris inermis (Rosenstock) Sota
- Pteris insignis Mett. ex Kuhn
- Pteris intricata Wright
- Pteris intromissa Christ
- Pteris irregularis Kaulf.
- Pteris iuzonensis Hieron.
- Pteris izuensis Ching
- Pteris johannis-winkleri C. Chr.
- Pteris junghuhnii (Reinw.) Bak.
- Pteris kawabatae Kurata
- Pteris keysseri Rosenst.
- Pteris khasiana (Clarke) Hieron.
- Pteris kidoi Kurata
- Pteris kinabaluensis C. Chr.
- Pteris kingiana Endl.
- Pteris kiuschiuensis Hieron.
- Pteris laevis Mett.
- Pteris lanceifolia Ag.
- Pteris lastii C. Chr.
- Pteris laurea Desv.
- Pteris laurisilvicola Kurata
- Pteris lechleri Mett.
- Pteris lepidopoda M.Kato & K.U.Kramer
- Pteris leptophylla Sw.
- Pteris liboensis P.S.Wang
- Pteris ligulata Gaud.
- Pteris limae Brade
- Pteris linearis Poir.
- Pteris litoralis Rechinger
- Pteris livida Mett.
- Pteris loheri Copel.
- Pteris longifolia L.
- Pteris longipes D. Don
- Pteris longipetiolulata Lellinger
- Pteris longipinna Hayata
- Pteris longipinnula Wall.
- Pteris luederwaldtii Rosenst.
- Pteris luschnathiana (Kl.) Bak.
- Pteris luzonensis Hieron.
- Pteris lidgatii (Bak.) Christ
- Pteris macgregorii Copel.
- Pteris macilenta A. Rich.
- Pteris maclurei Ching
- Pteris maclurioides Ching
- Pteris macracantha Copel.
- Pteris macrodon Bak.
- Pteris macrophylla Copel.
- Pteris macroptera Link
- Pteris madagascarica Ag.
- Pteris majestica Ching
- Pteris malipoensis Ching
- Pteris manniana Mett. ex Kuhn
- Pteris melanocaulon Fée
- Pteris melanorhachis Copel.
- Pteris menglaensis Ching
- Pteris mertensioides Willd.
- Pteris mettenii Kuhn
- Pteris micracantha Copel.
- Pteris microdictyon (Fée) Hook.
- Pteris microlepis Pichi-Serm.
- Pteris microptera Mett. ex Kuhn
- Pteris mildbraedii Hieron.
- Pteris moluccana Bl.
- Pteris monghaiensis Ching
- Pteris montis-wilhelminae Alston
- Pteris morii Masam.
- Pteris mucronulata Copel.
- Pteris multiaurita Ag.
- Pteris multifida Poir.
- Pteris muricata Hook.
- Pteris muricatopedata Arbelaez
- Pteris muricella Fée
- Pteris mutilata L.
- Pteris natiensis Tagawa
- Pteris navarrensis H. Christ
- Pteris nipponica Shieh
- Pteris novae-caledoniae Hook.
- Pteris obtusiloba Ching & S.H.Wu
- Pteris occidentalisinica Ching
- Pteris olivacea Ching in Ching & S. H. Wu
- Pteris opaca J. Sm.
- Pteris oppositipinnata Fée
- Pteris orientalis Alderw.
- Pteris orizabae M. Martens & Galeotti
- Pteris oshimensis Hieron.
- Pteris otaria Bedd.
- Pteris pachysora (Copel.) M. Price
- Pteris pacifica Hieron.
- Pteris paleacea Roxb.
- Pteris papuana Ces.
- Pteris parhamii Brownlie

|
- Pteris paucinervata Fée
- Pteris paucipinnata Alston
- Pteris paulistana Rosenst.
- Pteris pearcei Bak.
- Pteris pedicellata Copel.
- Pteris pediformis M.Kato & K.U.Kramer
- Pteris pellucida Presl
- Pteris perrieriana C. Chr.
- Pteris perrottetii Hieron.
- Pteris philippinensis Fée
- Pteris phuluangensis Tag. & Iwatsuki
- Pteris pilosiuscula Desv.
- Pteris plumbea Christ
- Pteris pluricaudata Copel.
- Pteris podophylla Sw.
- Pteris polita Link
- Pteris polyphylla (Presl) Ettingsh.
- Pteris porphyrophlebia C. Chr. & Ching
- Pteris praetermissa T. G. Walker
- Pteris preussii Hieron.
- Pteris prolifera Hieron.
- Pteris propinqua J. Agardh
- Pteris pseudolonchitis Bory ex Willd.
- Pteris pseudopellucida Ching
- Pteris pteridioides (Hook.) Ballard
- Pteris puberula Ching
- Pteris pulchra Schlecht. & Cham.
- Pteris pungens Willd.
- Pteris purdoniana Maxon
- Pteris purpureorachis Copel.
- Pteris quadriaurita Retz.
- Pteris quinquefoliata (Copel.) Ching
- Pteris quinquepartita Copel.
- Pteris radicans Christ
- Pteris ramosii Copel.
- Pteris rangiferina Presl ex Miq.
- Pteris reducta Bak.
- Pteris remotifolia Bak.
- Pteris reptans T.G. Walker
- Pteris rigidula Copel.
- Pteris rosenstockii C. Chr.
- Pteris roseo-lilacina Hieron.
- Pteris ryukyuensis Tagawa
- Pteris satsumana Kurata
- Pteris saxatilis Carse
- Pteris scabra Bory ex Willd.
- Pteris scabripes Wall.
- Pteris schlechteri Brause
- Pteris schwackeana Christ
- Pteris semiadnata Phil.
- Pteris semipinnata L.
- Pteris sericea (Fée) Christ
- Pteris setigera (Hook. ex Beddome) Nair
- Pteris setuloso-costulata Hayata
- Pteris shimenensis C.M.Zhang
- Pteris shimianensis H.S.Kung
- Pteris silvatica Alderw.
- Pteris similis Kuhn
- Pteris simplex Holtt.
- Pteris sintenensis (Masam.) C.M.Kuo
- Pteris speciosa Mett. ex Kuhn
- Pteris splendens Kaulf.
- Pteris splendida Ching
- Pteris squamaestipes C. Chr. & Tardieu
- Pteris squamipes Copel.
- Pteris stenophylla Wall. ex Hook. & Grev.
- Pteris stridens Ag.
- Pteris striphnophylla Mickel
- Pteris subindivisa Clarke
- Pteris subquinata (Wall. ex Bedd.) Agardh
- Pteris subsimplex Ching
- Pteris sumatrana Bak.
- Pteris swartziana Ag.
- Pteris taiwanensis Ching
- Pteris talamauana Alderw.
- Pteris tapeinidiifolia H.Itô
- Pteris tarandus M.Kato & K.U.Kramer
- Pteris tenuissima Ching
- Pteris togoensis Hieron.
- Pteris torricelliana Christ
- Pteris trachyrachis C. Chr.
- Pteris transparens Mett.
- Pteris tremula R. Br.
- Pteris treubii Alderw.
- Pteris tricolor Linden
- Pteris tripartita Sw.
- Pteris tussaci (Fée) Hook.
- Pteris umbrosa R. Br.
- Pteris undulatipinna Ching
- Pteris usambarensis Hier.
- Pteris vaupelii Hieron.
- Pteris venusta Kunze
- Pteris verticillata (L.) Lellinger & Proctor
- Pteris vieillardii Mett.
- Pteris viridissima Ching
- Pteris vitiensis Bak.
- Pteris vittata L.
- Pteris wallichiana Agardh
- Pteris wangiana Ching
- Pteris warburgii Christ
- Pteris werneri (Rosenstock) Holtt.
- Pteris whitfordii Copel.
- Pteris woodwardioides Bory ex Willd.
- Pteris wulaiensis C.M.Kuo
- Pteris yakuinsularis Kurata
- Pteris yamatensis (Tagawa) Tagawa
- Pteris zahlbruckneriana Endl.
- Pteris zippelii (Miq.) M.Kato & K.U.Kramer